# Camponotus balzani
Camponotus balzani är en myrart som beskrevs av Carlo Emery 1894. Camponotus balzani ingår i släktet hästmyror, och familjen myror. Inga underarter finns listade.

## Bildgalleri

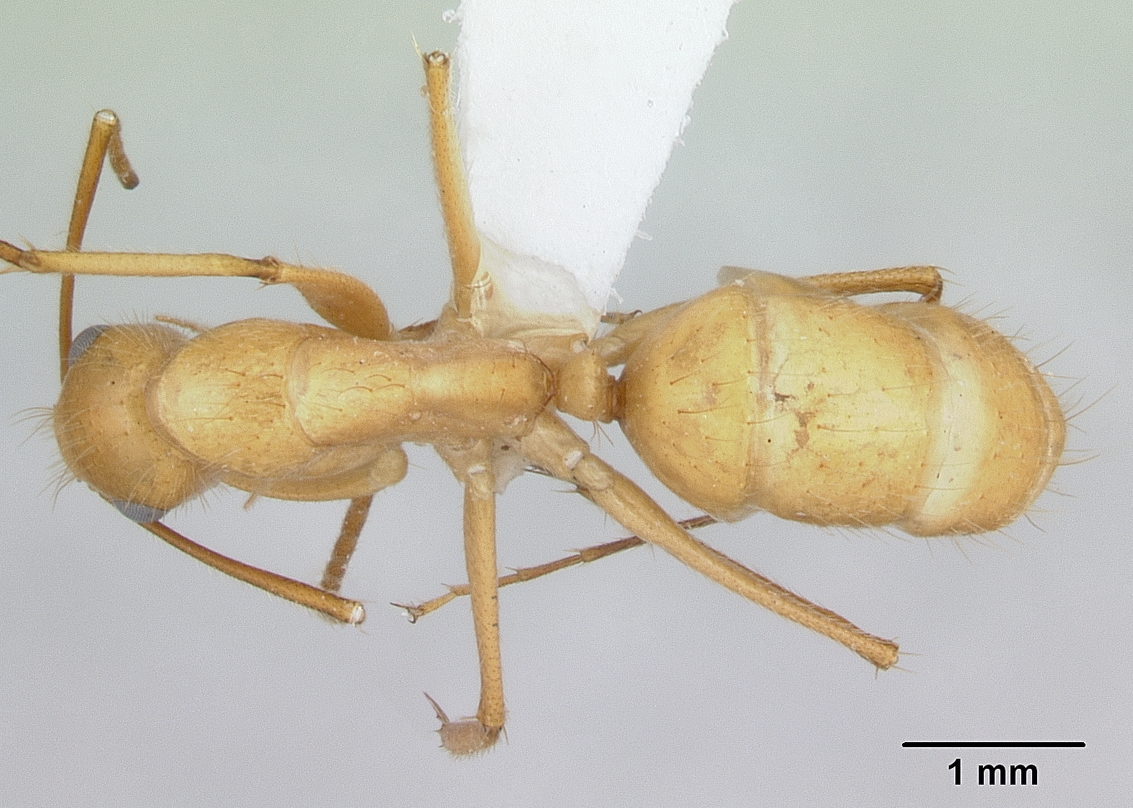
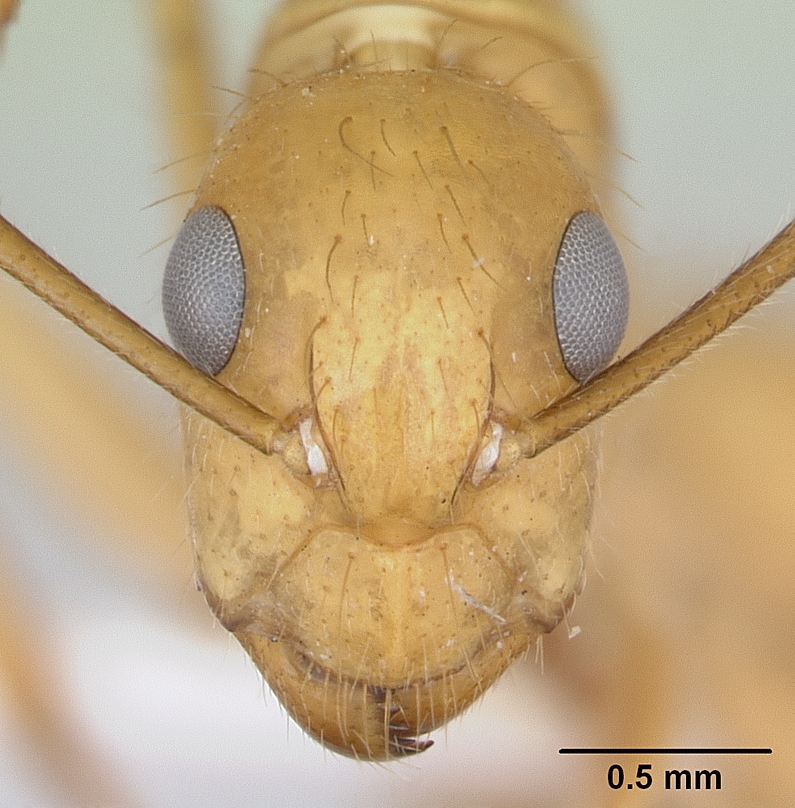
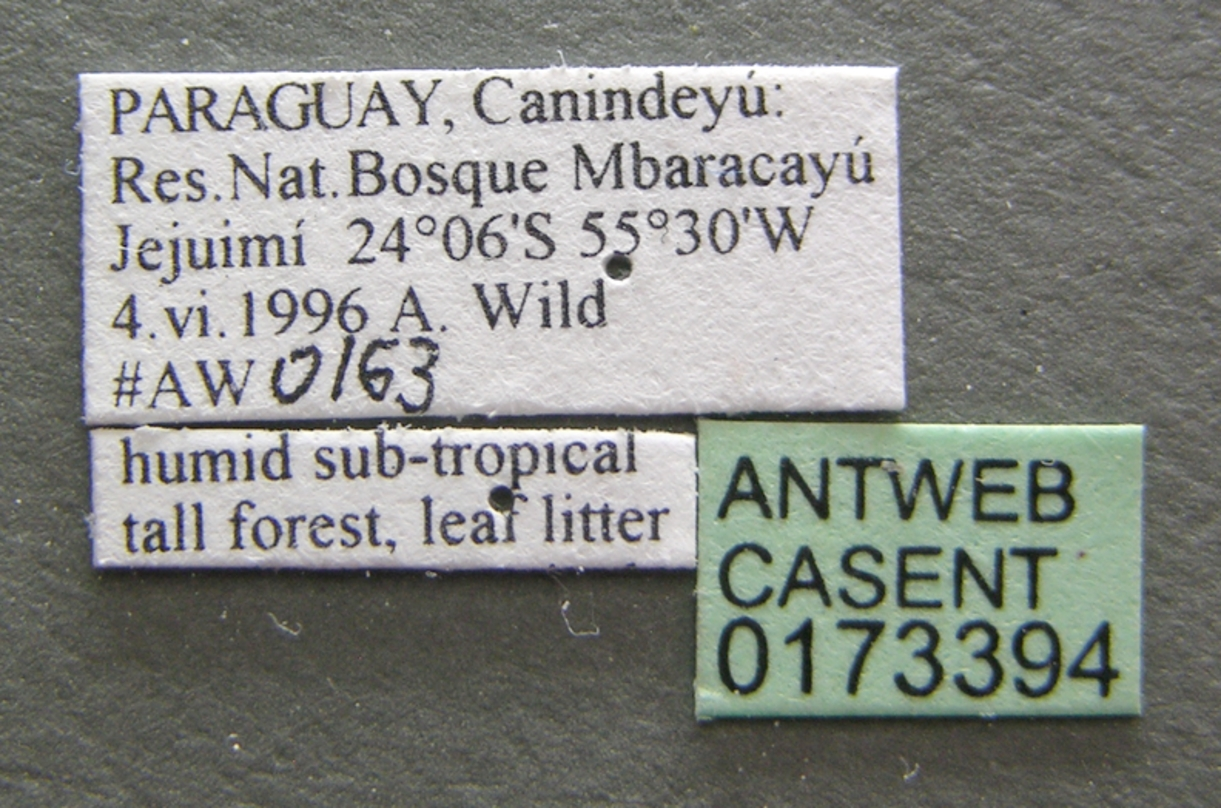